# Never Enough (chanson de Dream Theater)
Pour les articles homonymes, voir Never Enough.
Pistes de Octavarium
Panic Attack
(5) Sacrificed Sons
(7)
Never Enough est la sixième chanson de l'album Octavarium du groupe de metal progressif Dream Theater. Les paroles ont été écrites par Mike Portnoy.

## Apparitions
1. Octavarium (Album) (2005)

## Faits Divers
- Ce morceau est une inspiration directe du groupe Muse.
- Le groupe a ouvertement avoué que la chanson portait sur plusieurs fans qui, malgré leur admiration pour le groupe, ne sont jamais content du rendement de celui-ci. Ils n'en ont "jamais assez".
- Cette chanson s'inscrit dans le concept de l'album Octavarium en étant la chanson en Ré.

## Personnel
- James LaBrie - chant
- John Myung - basse
- John Petrucci - guitare
- Mike Portnoy - batterie
- Jordan Rudess - claviers